# 熊野牛

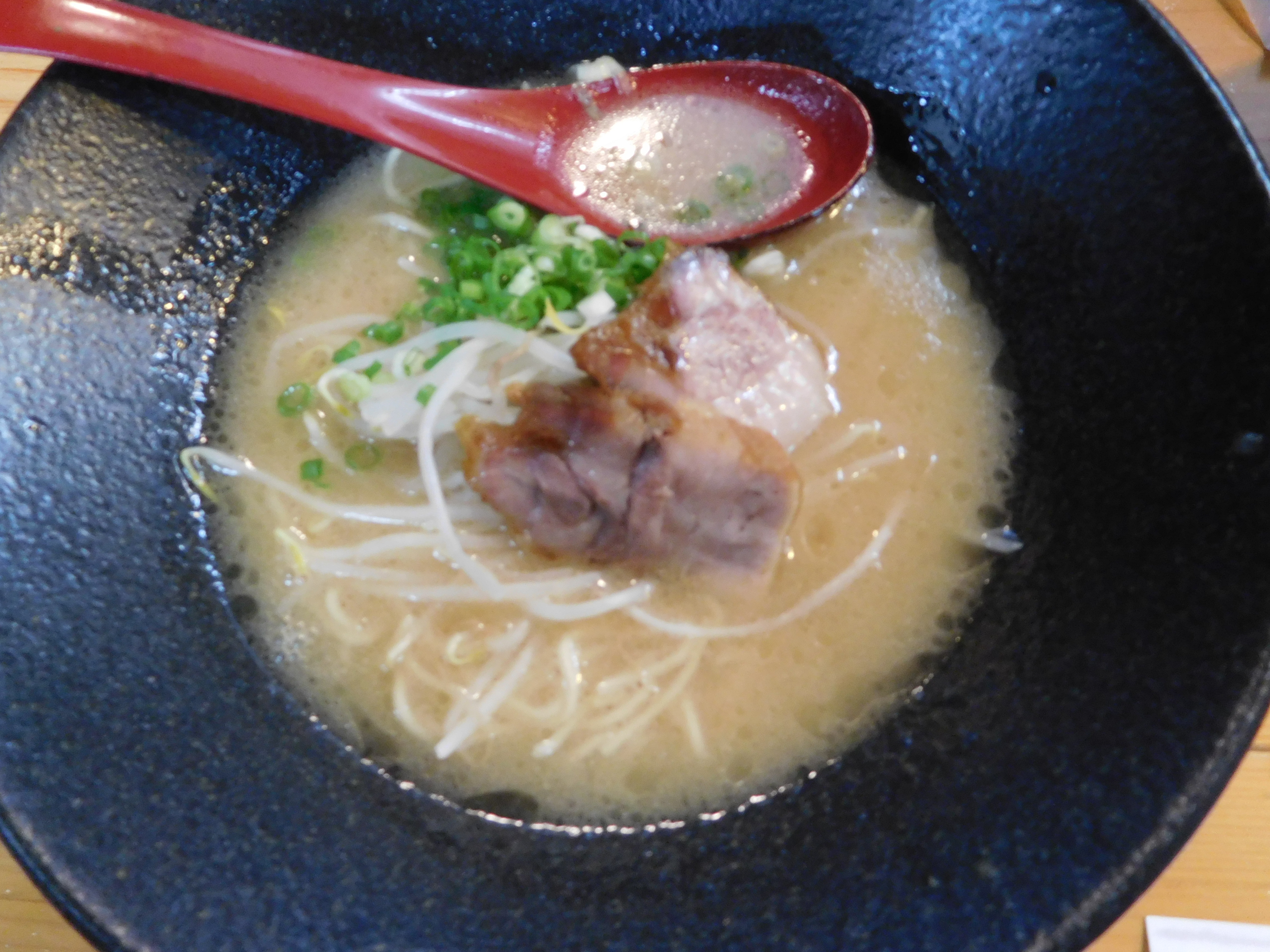
熊野牛ラーメン

熊野牛（くまのぎゅう）は、和歌山県在住の飼養管理者によって飼養された銘柄牛肉である。

## 概要
熊野牛は、和歌山県南部「熊野地方」で昔（旧藩時代）から飼われていた和牛で、農耕用の貴重な労働力として活躍していた。
　その後、肉用牛とするための改良により和歌山県特産のブランド「熊野牛」が誕生した。
2004年12月1日より、熊野牛認定要領に基いて熊野牛認定委員会が認定する制度が開始され、牛のブランドから牛肉のブランドに変更された。
定義における枝肉格付け以外の基準を満たす牛の飼育数は約200頭で、月平均8頭程度の出荷に留まっている。2018年現在は、新宮市、那智勝浦町、紀の川市などで熊野牛を育てている。生産地は和歌山県の熊野地方に限定されておらず、和歌山県紀北地方や三重県で肥育を行う生産者もいる。

## 定義
- （品種）黒毛和種
- （地理的表示）和歌山県内在住の生産者により12ヶ月以上飼育
- （出荷月齢）24ヶ月以上
- （その他）雌については未経産に限る

以上の4つの定義を満たす肉用牛から取れた枝肉について、更に以下の格付けを満たした場合に熊野牛認定委員会から熊野牛と認定される。
- （格付け）
  - 日本食肉格付協会による枝肉格付がある場合
    - A-3またはB-3以上のもので、委員会において適当と認められたもの。

|             |   | 歩留等級 | 歩留等級 | 歩留等級 |
| A           | B | C        |          |          |
| ----------- | - | -------- | -------- | -------- |
| 肉 質 等 級 | 5 | 熊野牛   | 熊野牛   |          |
| 肉 質 等 級 | 4 | 熊野牛   | 熊野牛   |          |
| 肉 質 等 級 | 3 | 熊野牛   | 熊野牛   |          |
| 肉 質 等 級 | 2 |          |          |          |
| 肉 質 等 級 | 1 |          |          |          |

- - 日本格付協会による枝肉格付がない場合
    - 委員会が委嘱する調査員2名により、肉質等が確認され、かつ委員会において適当と認められたもの。ただし、申請者が調査員である場合には申請者を除く。